# すばるクリティーク賞
すばるクリティーク賞は、集英社が主催していた評論の新人賞。
2017年に創設され、『すばる』（2018年2月号）で第1回受賞作が発表された。締切は毎年8月31日。
2022年の第5回をもって休止となった。

## 受賞者
出典：
| 回（年）                     |      | 受賞作                                         | 受賞者   | 備考 |
| ---------------------------- | ---- | ---------------------------------------------- | -------- | ---- |
| 第1回（2018年） 応募総数：54 | 受賞 | 意味の在処――丹下健三と日本近代                 | 近本洋一 |      |
| 第1回（2018年） 応募総数：54 | 佳作 | 開高健論～非当事者性というフロンティアを生きる | 奥憲介   |      |
| 第1回（2018年） 応募総数：54 | 佳作 | 多様に異なる愚かさのために――「2.5次元」論      | 冨田涼介 |      |
| 第2回（2019年） 応募総数：55 | 受賞 | 日本語ラップfeat.平岡正明                      | 赤井浩太 |      |
| 第3回（2020年） 応募総数：65 | 受賞 | 該当作なし                                     |          |      |
| 第4回（2021年）              | 受賞 | 椎名林檎における母性の問題                     | 西村紗知 |      |
| 第5回（2022年） 応募総数：67 | 受賞 | 90年代サブカルチャーと倫理――村崎百郎論         | 鴇田義晴 |      |
| 第5回（2022年） 応募総数：67 | 佳作 | 主体の鍛錬 小林正樹論                          | 荒川求実 |      |

## 選考委員
- 大澤信亮（第1回 - ）
- 杉田俊介（第1回 - ）
- 浜崎洋介（第1回 - ）
- 中島岳志（ゲスト）（第1回 - 第3回）
- 上田岳弘（ゲスト）（第4回、第5回）